# Tiszaigar
Tiszaigar is een plaats (község) en gemeente in het Hongaarse comitaat Jász-Nagykun-Szolnok. Tiszaigar telt 946 inwoners (2002).